# Pedro Manuel Benítez
Pedro Manuel Benítez (Luque, 12 januari 1901 – aldaar, 31 januari 1974) was een Paraguayaans voetballer die als doelman speelde. Hij kwam uit voor Club Libertad en CA Atlanta. Met het Paraguayaans voetbalelftal nam Benítez in 1930 deel aan het eerste WK voetbal in Uruguay, waar hij op 20 juli meespeelde in de met 1-0 gewonnen wedstrijd tegen België. Benítez overleed op 74-jarige leeftijd.